# Strömstad (gemeente)
Strömstad is een Zweedse gemeente in Bohuslän. De gemeente behoort tot de provincie Västra Götalands län. Ze heeft een totale oppervlakte van 959,1 km² en telde 11.373 inwoners in 2004. De Koster-eilanden horen bij de gemeente en zijn tegelijkertijd het meest westelijk gelegen grondgebied van Zweden.

## Plaatsen
- Strömstad (plaats)
- Skee
- Kebal
- Flåghult
- Båleröd
- Tjärnö
- Krokstrand en Kroken
- Östra Ånneröd